# Кіссіммі
Кіссіммі (англ. Kissimmee) — місто (англ. city) в США, в окрузі Осіола на півдніу центрі штату Флорида на озері Тогопікаліга у річки Кіссиммі. Населення — 79 226 осіб (2020); конурбації Орландо-Делтона-Дейтона-Біч з загальним населенням 2 747 614 осіб (2009 рік)..
Місто утворене 1883 року.
13 серпня 2004 року ураган Чарлі пройшовся містом із поривами 160 км/годину, руйнуючи деякі будівлі. Тоді через три тижні 28 серпня місто постраждало від урагану Френсіз й згодом — від урагану Денні.
Центр міста розташований у перехрестя швидкісних автошляхів 17/92 й 192. За 15 хвилин на машині від міста Орландський міжнародний аеропорт. Місто планується зв'язати легким метро Санрейл з Орландо й далі ДіЛанд у 2013—2015 роках.
На розвиток міста вплинуло відкриття 1971 року неподалік Киссиммі парку Волт-Дисней-Ворлд.

## Географія
Кіссіммі розташоване за координатами 28°18′10″ пн. ш. 81°25′4″ зх. д. / 28.30278° пн. ш. 81.41778° зх. д. (28.302854, -81.417852). За даними Бюро перепису населення США в 2010 році місто мало площу 56,84 км², з яких 54,89 км² — суходіл та 1,95 км² — водойми.

## Демографія
Згідно з переписом 2010 року, у місті мешкали 59 682 особи в 20 726 домогосподарствах у складі 14 946 родин. Густота населення становила 1050 осіб/км². Було 26275 помешкань (462/км²).
Расовий склад населення:
| - 66,1 % — білих - 12,4 % — чорних або афроамериканців - 3,4 % — азіатів - 0,6 % — корінних американців - 0,1 % — вихідців з тихоокеанських островів - 12,9 % — осіб інших рас |

До двох чи більше рас належало 4,7 %. Частка іспаномовних становила 58,9 % від усіх жителів.
За віковим діапазоном населення розподілялося таким чином: 25,7 % — особи молодші 18 років, 64,9 % — особи у віці 18—64 років, 9,4 % — особи у віці 65 років та старші. Медіана віку мешканця становила 33,5 року. На 100 осіб жіночої статі у місті припадало 94,6 чоловіків; на 100 жінок у віці від 18 років та старших — 92,1 чоловіків також старших 18 років.
Середній дохід на одне домашнє господарство становив 49 106 доларів США (медіана — 37 487), а середній дохід на одну сім'ю — 51 930 доларів (медіана — 39 789). Медіана доходів становила 31 102 долари для чоловіків та 27 399 доларів для жінок. За межею бідності перебувало 25,6 % осіб, у тому числі 38,4 % дітей у віці до 18 років та 16,2 % осіб у віці 65 років та старших.
Цивільне працевлаштоване населення становило 30 015 осіб. Основні галузі зайнятості: мистецтво, розваги та відпочинок — 30,8 %, роздрібна торгівля — 17,6 %, освіта, охорона здоров'я та соціальна допомога — 13,0 %, науковці, спеціалісти, менеджери — 9,0 %.

## Галерея

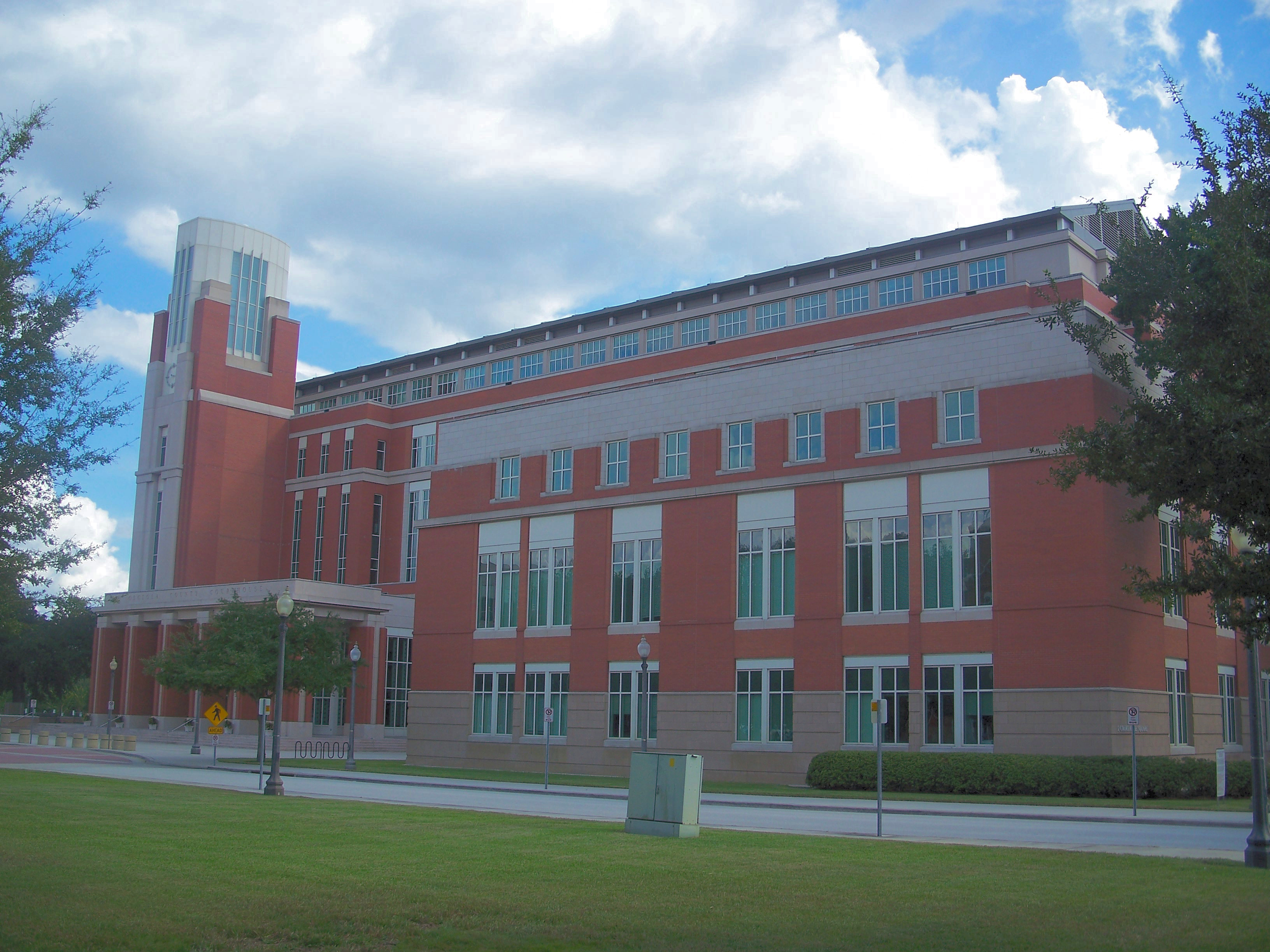
Осіольський повітовий суд
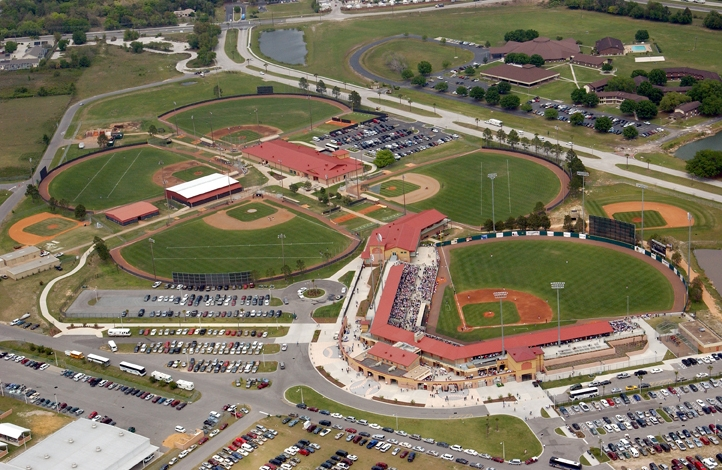
Осіольський повітовий стадіон